# Tanna (Berg)
Der Tanna (norwegisch für Zahn) ist ein Berg im ostantarktischen Königin-Maud-Land. In der Sverdrupfjella ragt er auf der Ostseite der Mündung des Rogstad-Gletschers auf.
Erste Luftaufnahmen entstanden bei der Deutschen Antarktischen Expedition (1938–1939). Norwegische Kartographen, die ihn auch deskriptiv benannten, kartierten ihn anhand von Vermessungen und Luftaufnahmen der Norwegisch-Britisch-Schwedischen Antarktisexpedition (NBSAE, 1949–1952) und Luftaufnahmen der Dritten Norwegischen Antarktisexpedition (1956–1960) aus den Jahren von 1958 bis 1959.